# أنتوني جوزيف ميرفي
أنتوني جوزيف ميرفي هو سياسي كندي، ولد في 22 ديسمبر 1913، وتوفي في 18 فبراير 1996.